# Велотандем

велотандем для двух велосипедистов

Велотанде́м (тандем) — велосипед, предназначенный для нескольких (чаще для двух) человек, сидящих один за другим. Типичный велотандем представляет собой велосипед с одной рамой и двумя колесами, но каждый человек имеет своё собственное седло и собственные педали.
Обычно велосипед ведёт человек, сидящий спереди (капитан или пилот), хотя часто встречаются велосипеды, где есть возможность переключать рулевое управление. В любом случае человек, который не управляет (стокер), использует руль в качестве опоры для рук. Таким же образом может быть отключен или включен диск тормозной системы. Существуют тандемы, которые имеют на задней оси два колеса.
Велотандем двухместный, как правило, около 240 см в длину и весит около 15—20 кг.

## История

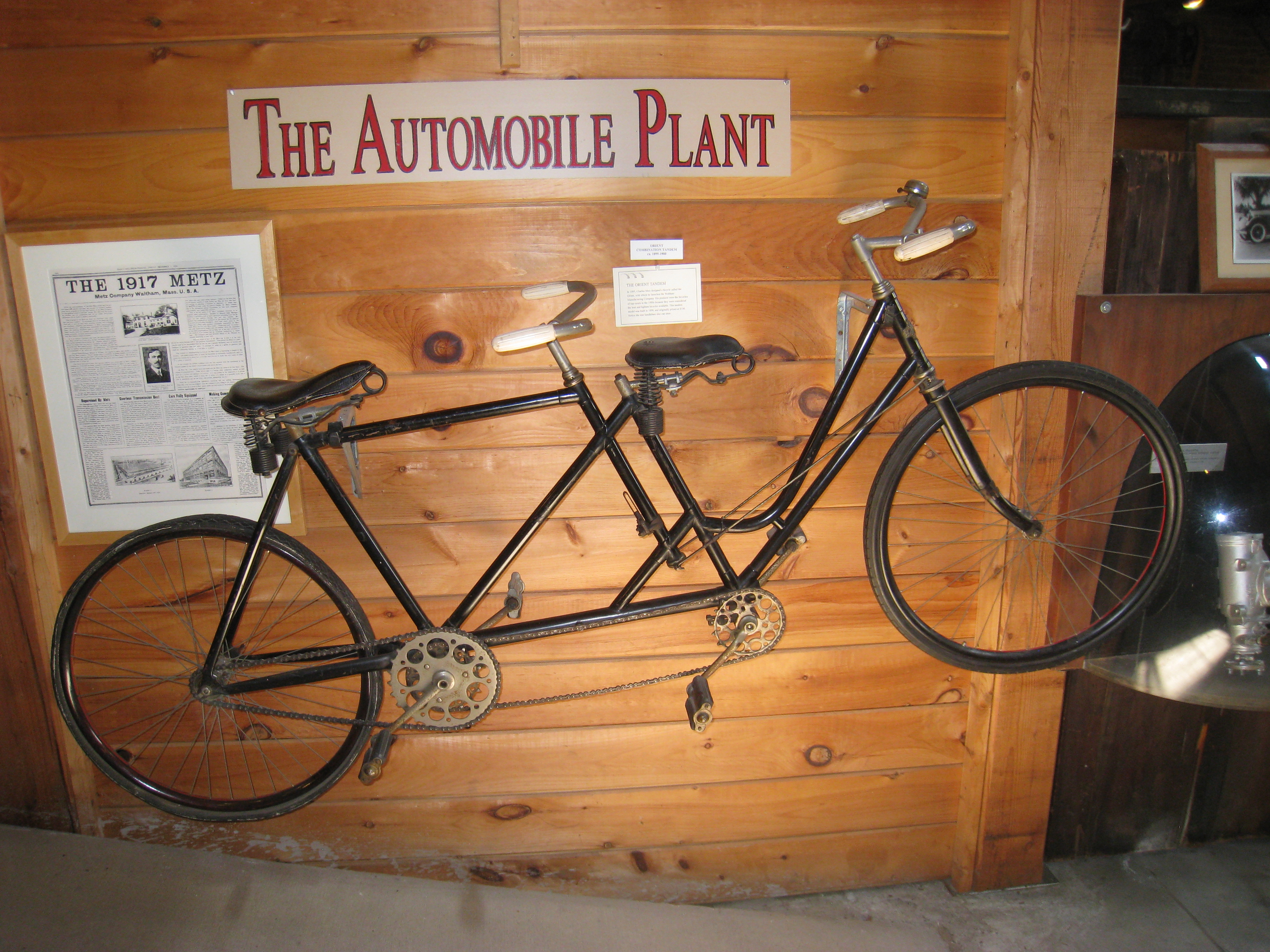
Модель велотандема 1899 года

В 1898 году Микаэль Педерсен запатентовал велосипед с двумя сиденьями. Первый велотандем весил 24 фунта. Тандем активно использовался во время второй англо-бурской и Второй мировой войн. 
В Великобритании в 1971 году был открыт первый Тандем Клуб. 
До начала 1970х годов велосипеды-тандемы для более чем двух человек производились в единичных экземплярах. На рубеже 1970-1971 гг. голландская фирма "Фолксмаатскапей" начала серийный выпуск пяти моделей многоместных велосипедов-тандемов (от трехместных до семиместных).
Первый массовый выпуск велотандемов предприняла французская фирма Lejeune and Gitane, усовершенстовованная модель тандема была выпущена в США в 1976 году компанией Santana Cycles.

## Производители велотандемов
- «Bilenky cycle works»;
- «Bohemian bicycles»;
- «Cannondale bicycle corporation[англ.]»[2];
- «Co-motion cycles»[3];
- «Dawes cycles»[4];
- «Duratec»[5];
- «Forward»[6];
- «KHS Bicycles»[7];
- «Santana cycles»;
- «Schwinn bicycle company[англ.]»[8];
- «Thorn cycles»[9];
- «Torker»;
- «Trek bicycle corporation»[10];
- «Рапид» (разнообразные тандемные рамы из титана).

## Галерея

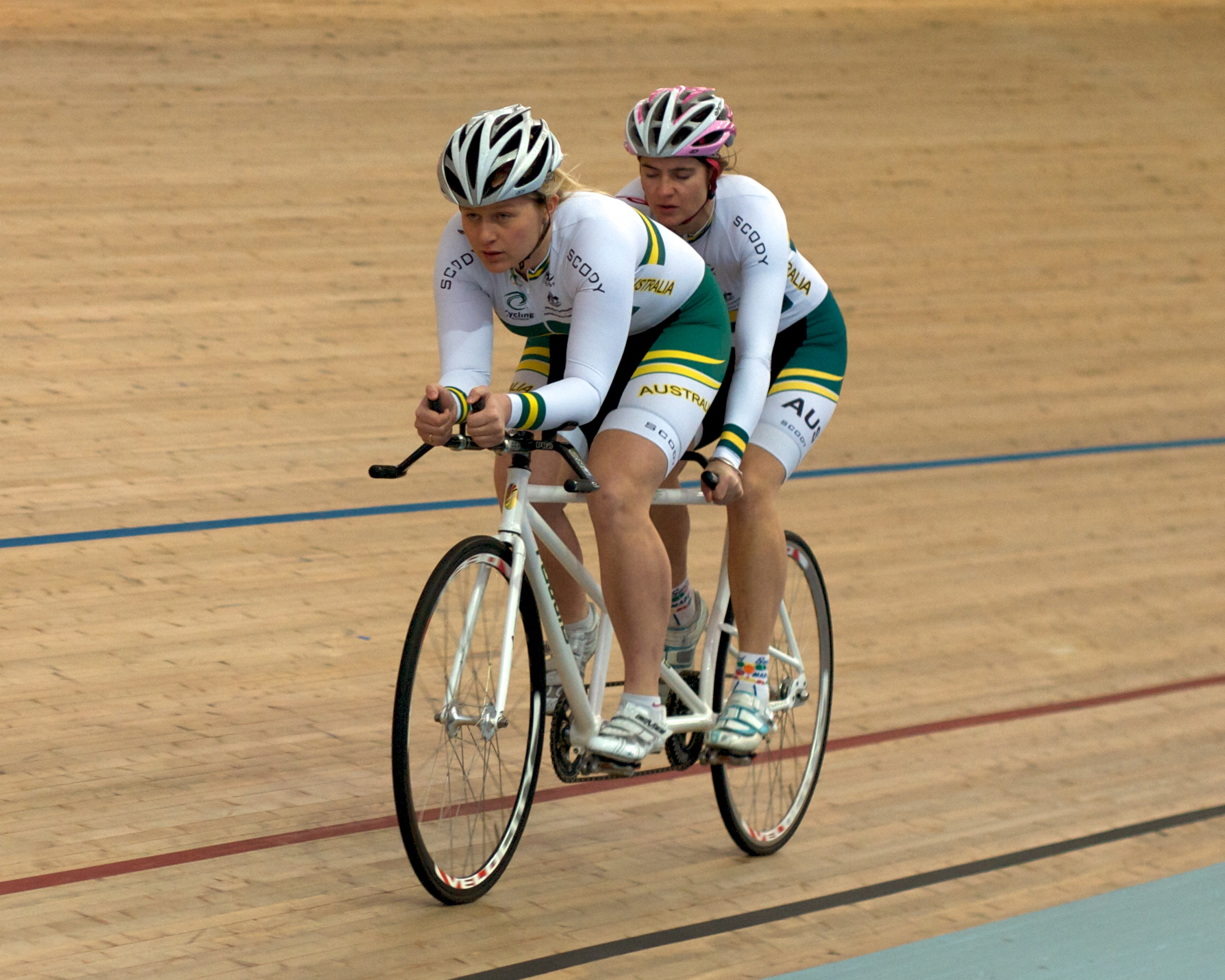
Спортсмен с нарушениями зрения соревнуется в тандеме со зрячим пилотом впереди
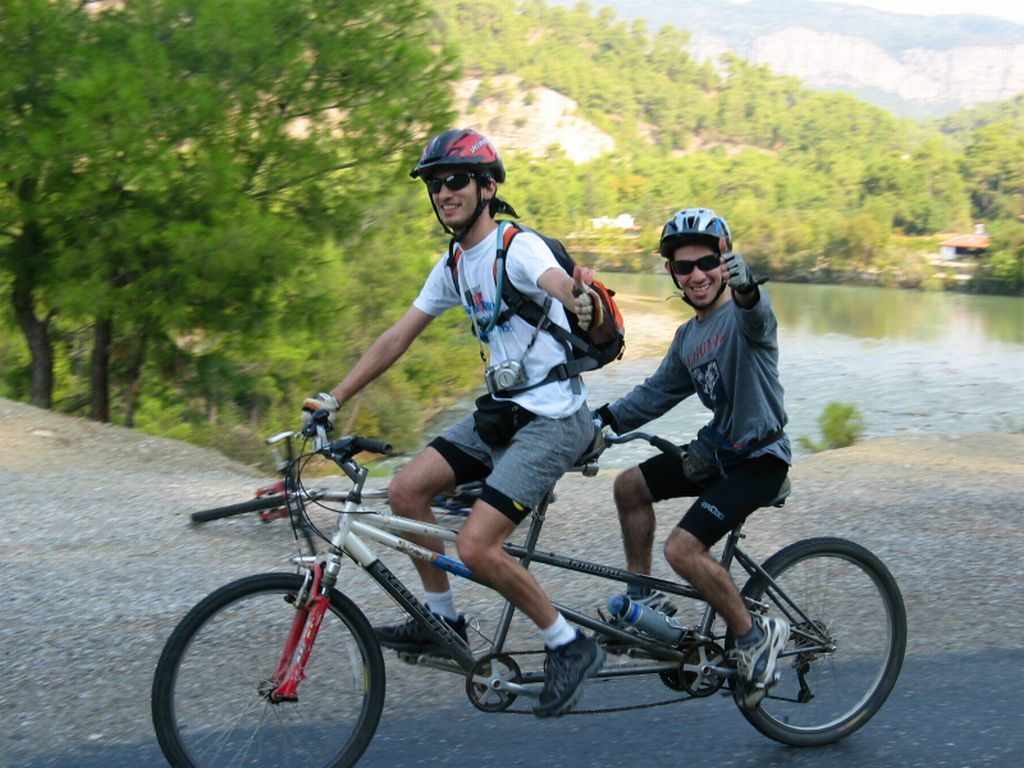
Горный тандем
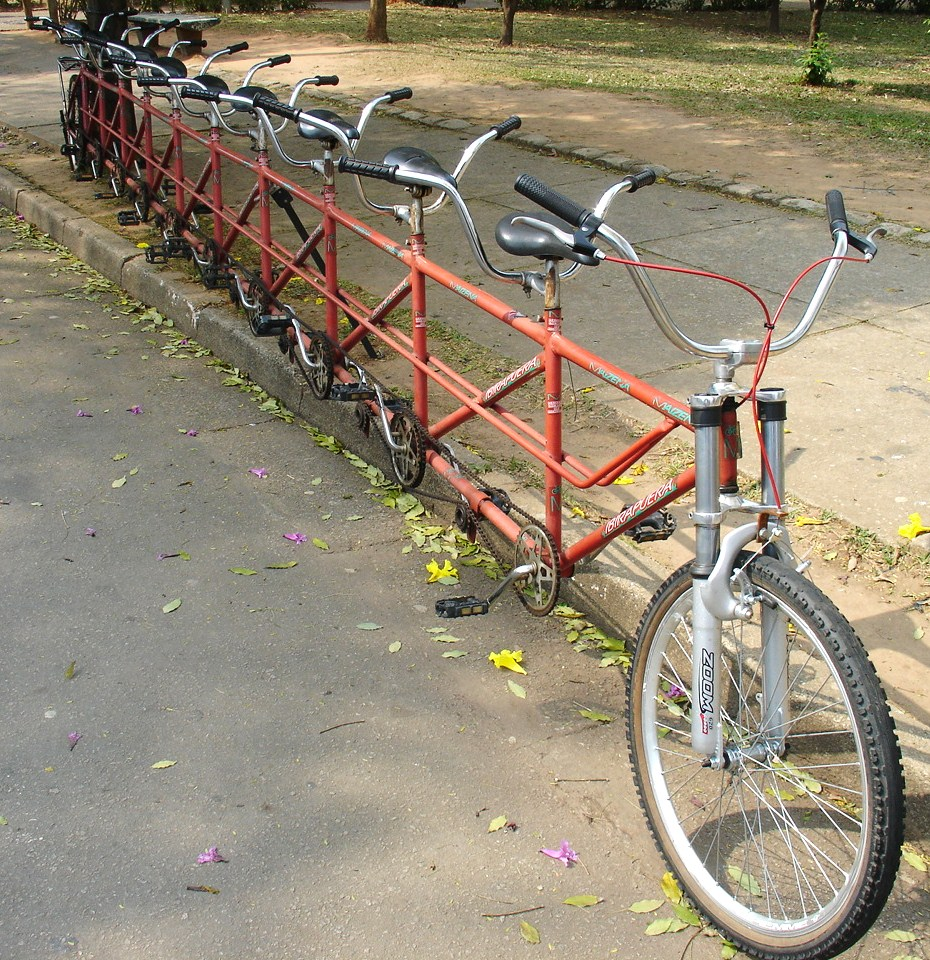
Тандем для 10 человек
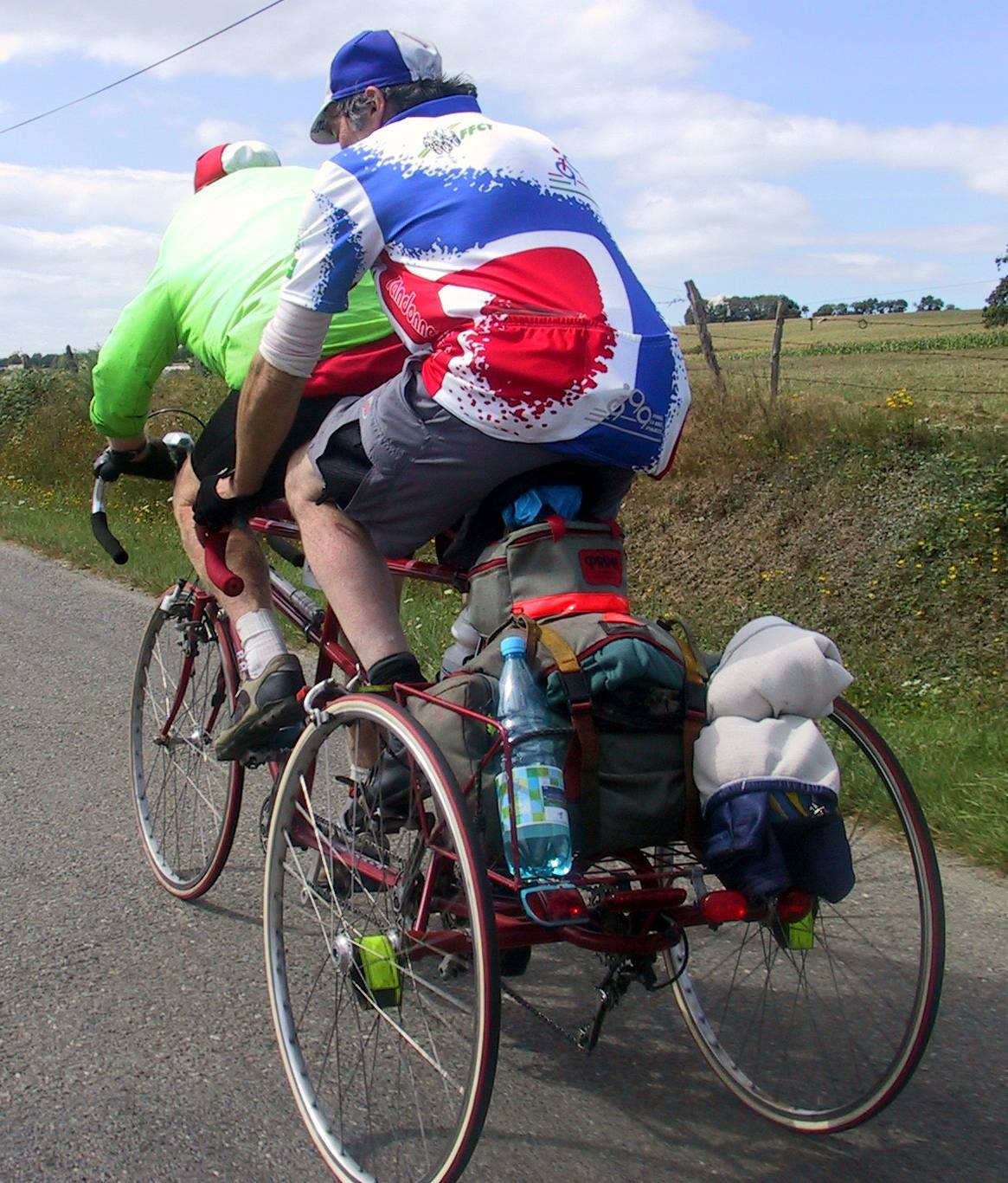
Тандем, имеющий 2 колеса на задней оси
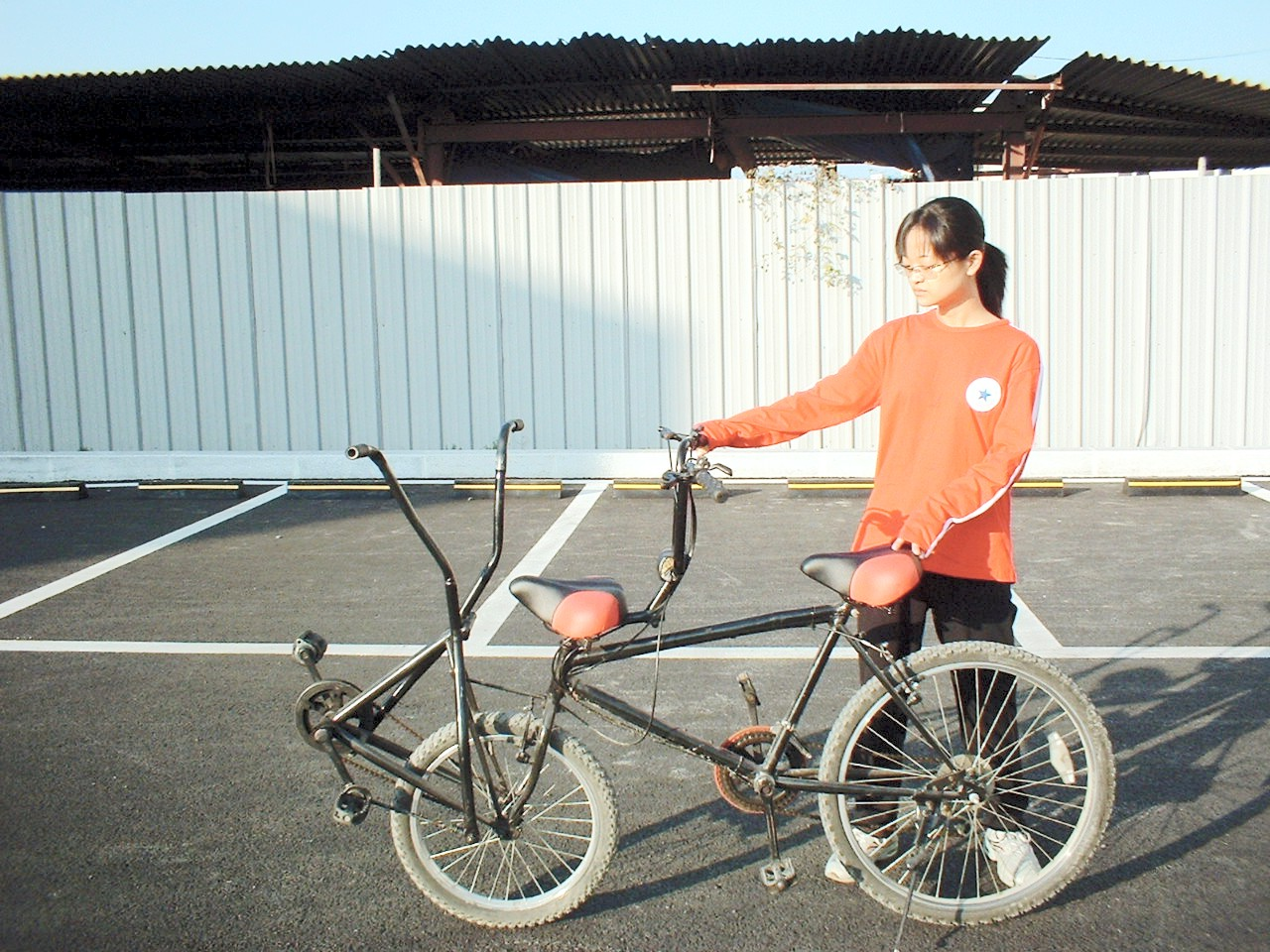
Модель тандема
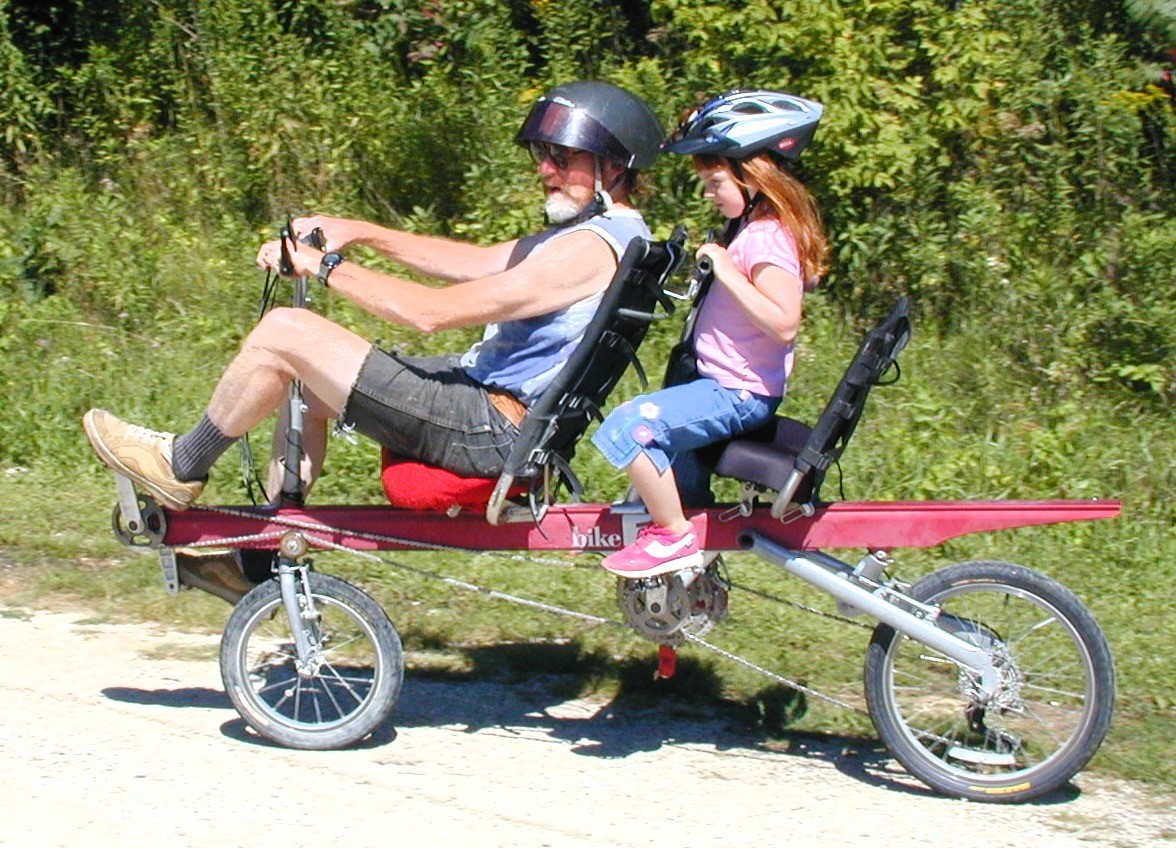
Модель тандема
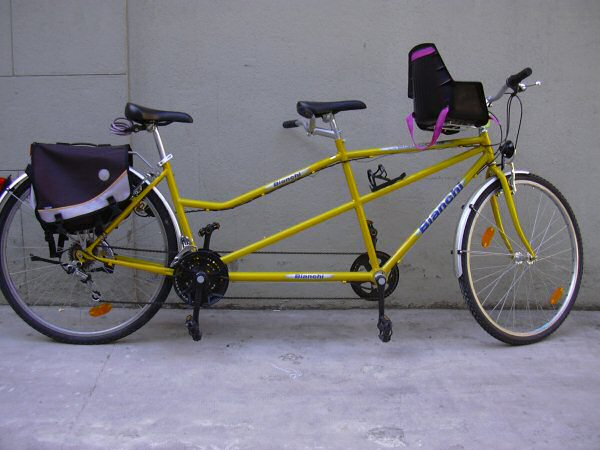
Модель тандема
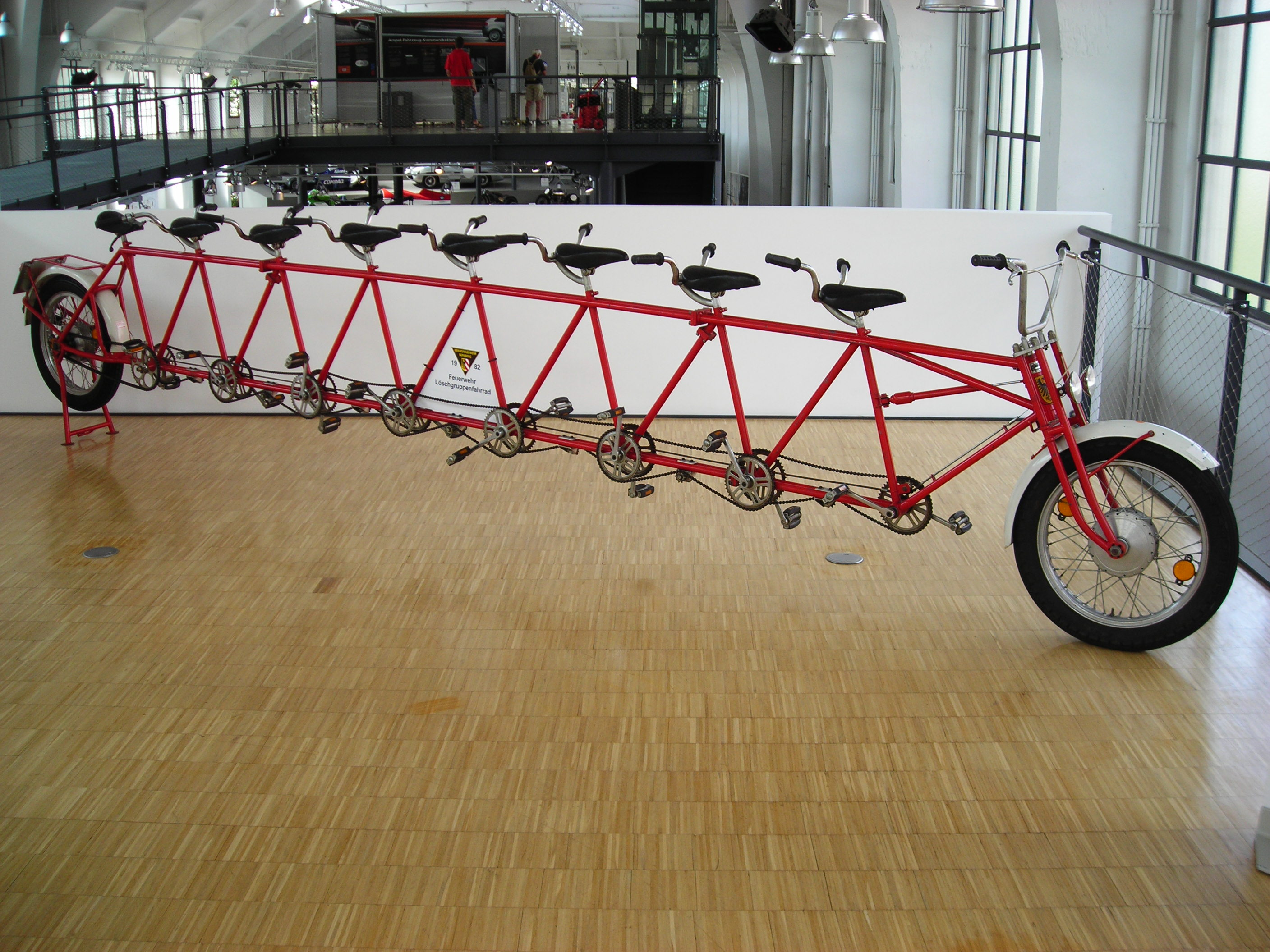
Тандем для 8 человек
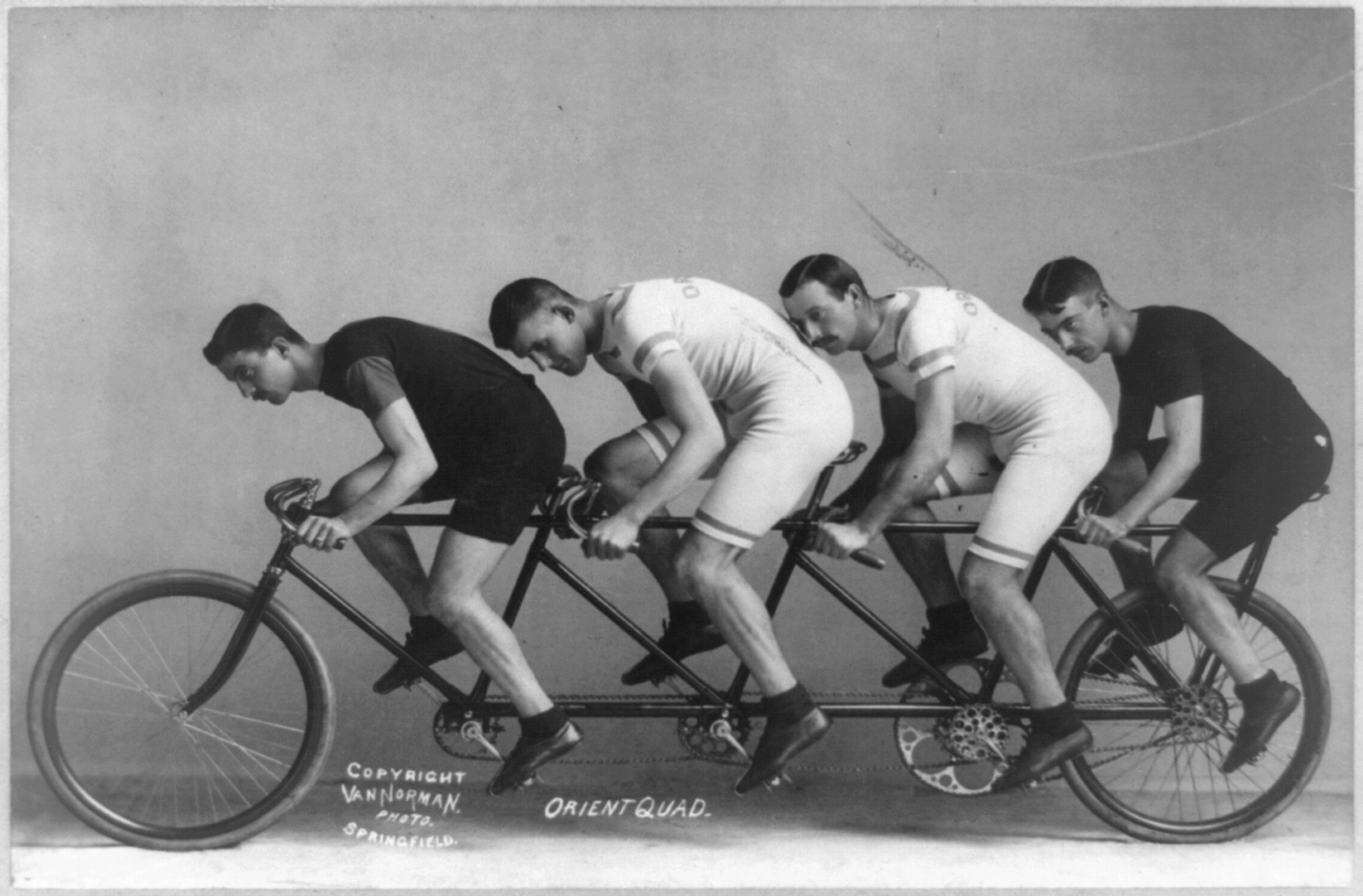
Тандем для 4 человек